# Alfa Romeo 20/30 HP
O Alfa Romeo Torpedo 20/30 HP é considerado o primeiro carro Alfa Romeo após a marc a A.L.F.A, embora algumas fontes dizem que é o Alfa Romeo G1. O 20/30 HP tinha um motor de 4250 cc sidevalve 4 em linha, que debitava 67 cv. O carro foi feito para a classe alta, e o preço era elevado, cerca de três vezes mais do que o Ford Modelo T, um carro que havia numa notável quantidade imediatamente depois à 1ª Guerra Mundial. O preço foi um dos motivos que fizeram com que apenas 124 carros fossem produzidos.
- Motor: 4 cilindros em linha
- Cilindrada: 4250 cc
- Potência 67 cv @ 2600 rpm
- Velocidade Máxima: 130 km/h

## Versão ES Sport
O Alfa Romeo 20/30 HP ES Sport era baseado no modelo 20/30 E de 1914. O S foi adicionado para enfatizar o espírito desportivo do carro. O chassis foi encurtado relativamente ao anterior modelo E. Este foi o carro que Enzo Ferrari usou no início da sua carreira como piloto de carros de corrida. Os seus companheiros de equipa eram Antonio Ascari e Ugo Sivocci. No total foram produzidos 124 carros deste modelo.